# ГЕС Ратле
ГЕС Ратле – гідроелектростанція, що спорудужується на північному заході Індії у штаті Джамму та Кашмір. Знаходячись між ГЕС Дулхасті (вище по течії) та ГЕС Baglihar, входитиме до складу каскаду на річці Чинаб, правій притоці Сатледжу (найбільший лівий доплив Інду).
В межах проекту річку перекриють бетонною гравітаційною греблею висотою 133 метра та довжиною 190 метрів, на час спорудження якої воду відведуть за допомогою двох тунелів довжиною 0,56 км та 0,46 км з діаметрами по 11 метрів. Гребля утримуватиме водосховище з площею поверхні 2 км2 та об’ємом 78,7 млн м3 (корисний об’єм 60,3 млн м3), в якому буде припустим коливанням рівня поверхні між позначками 1019 та 1029 метрів НРМ.
Зі сховища через чотири водоводи з діаметрами по 6,6 метра та один водовід діаметром 3 метра ресурс подаватиметься до пригреблевого машинного залу. Останній спорудять у підземному виконанні з розмірами 168х25 метрів при висоті 49 метрів, крім того, знадобиться окреме підземне приміщення для трансформаторного обладнання розмірами 142х14 метрів при висоті 22 метра.
Станцію обладнають п’ятьма турбінами типу Френсіс – чотирма потужністю по 205 МВт та однією з показником у 30 МВт. Вони використовуватимуть напір у 97 метрів та забезпечуватимуть виробництво 3137 млн кВт-год електроенергії на рік.
Видача продукції відбуватиметься по ЛЕП, розрахованій на роботу під напругою 400 кВ.
На будівельному майданчику встигли пройти біля 0,5 км тунелів для відведення води, після чого в 2014 році роботи призупинились через суперечки із місцевими мешканцями.